# 福島県道258号中ノ内小高線
福島県道258号中ノ内小高線（ふくしまけんどう258ごう なかのうちおだかせん）は、福島県南相馬市にある一般県道である。

## 路線概要
- 起点：南相馬市小高区大田和字中ノ内
- 終点：南相馬市小高区小高字土手内
- 総延長：5.088km[1]
  - 実延長：総延長に同じ
- 路線認定年月日：1959年8月31日[2]

### 道路施設
西田橋
- 全長：17.5m
- 幅員：11.0m
- 竣工：1985年[3]

小高区大田和にて二級水系小高川水系金谷川を渡る。

## 通過する自治体
- 南相馬市

## 接続・交差する道路
- 福島県道34号相馬浪江線（小高区大田和字中ノ内 起点）
- 福島県道258号中ノ内小高線 新道（小高区藤木1丁目）
- 福島県道120号浪江鹿島線（小高区上町1丁目 旧道終点）
- 福島県道120号浪江鹿島線（小高区小高字土手内 新道終点）

## 沿線
- 飯崎簡易郵便局